# Transwede
Die Transwede war eine schwedische Fluggesellschaft. Das Unternehmen wurde 1996 in die Fluggesellschaften Transwede Airways und Transwede Leisure aufgegliedert. Aus der Transwede Leisure ging die Charterfluggesellschaft Blue Scandinavia hervor. Die Linienfluggesellschaft Transwede Airways wurde 1998 in Braathens Sverige umbenannt. Die Braathens-Gruppe nutzte den Namen Transwede Airways von 2004 bis 2010 erneut für eine Gesellschaft. Dieses Unternehmen setzte seine Flugzeuge im Wet-Lease für andere Fluggesellschaften ein.

## Geschichte

### Aerocenter Trafikflyg
Der Ursprünge der Transwede reichen in die 1970er-Jahre zurück. Im Jahr 1975 gründete Thomas Johansson, der spätere Eigentümer der Transwede, die Firma Aerocenter Trafikflyg. Das in Växjö beheimatete Bedarfsflugunternehmen nahm im Frühjahr 1976 den Flugbetrieb mit einer Cessna 172 auf. Im Folgejahr ergänzten zweimotorige Geschäftsreiseflugzeuge die Flotte (unter anderem Piper PA-31, Beechcraft 99, Cessna 404 und Beechcraft King Air B90). Im April 1980 und Februar 1981 erwarb die Gesellschaft je eine Fairchild (Fokker) F-27 und setzte diese 44-sitzigen Verkehrsmaschinen für Gelegenheitsdienste innerhalb Schwedens sowie auf Flügen nach Dänemark ein.
Johansson veräußerte im Frühjahr 1983 sein Unternehmen an die Fluggesellschaft Swedair, die zu diesem Zeitpunkt hauptsächlich Bedarfsflüge im Auftrag der Küstenwache und Zieldarstellungsflüge für das schwedische Militär durchführte. Nach dem Verkauf firmierte die Aerocenter als eigenständige Tochtergesellschaft der Swedair unter der Bezeichnung Swedair i Växjö, AB. Im Verlauf des Jahres 1983 wuchs die Flotte der Swedair Växjö auf fünf Fairchild (Fokker) F-27 an, von denen je zwei im Auftrag der Scandinavian Airlines und der Linjeflyg betrieben wurden, während man die fünfte Maschine für Charterflüge nutzte. Ende 1984 unterzeichnete Thomas Johansson, der weiterhin als Geschäftsführer die Swedair Växjö tätig war, einen Leasing-Vertrag über die Anmietung einer Sud Aviation Caravelle (LN-BSE). Das Flugzeug sollte während der Sommersaison 1985 im Auftrag eines norwegischen Reiseanbieters eingesetzt werden. Aufgrund dieses Vertrages kam es zu Meinungsverschiedenheiten zwischen dem Swedair-Vorstand und Johansson, der daraufhin das Unternehmen verließ. Die Swedair i Växjö, AB wurde anschließend in die Muttergesellschaft integriert.

### Gründung der Transwede

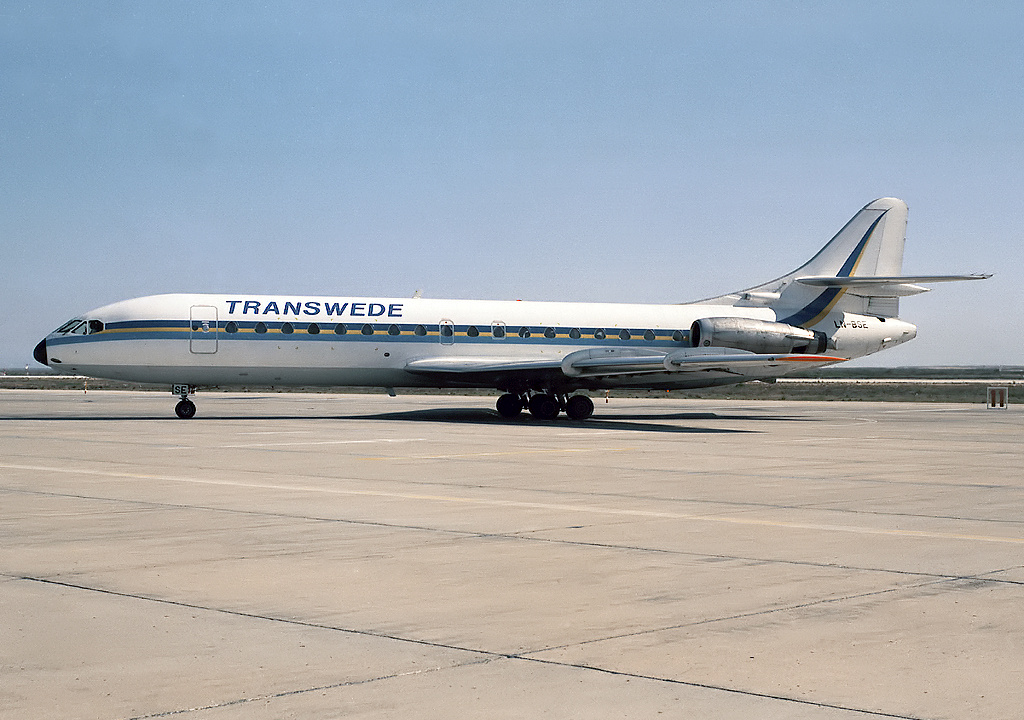
Die erste Sud Aviation Caravelle der Transwede.

Nach der Trennung von der Swedair gründete Johansson im Frühjahr 1985 zum zweiten Mal eine eigene Fluggesellschaft. Diese Gesellschaft erhielt zunächst erneut den Namen Aerocenter Trafikflyg, wurde aber kurze Zeit später in Transwede umbenannt.
Transwede übernahm am 6. März 1985 die geleaste Caravelle. Der erste Einsatz des Flugzeugs erfolgte am 31. März 1985 auf einem Charterflug von Haugesund über Stavanger nach Palma de Mallorca. Im November und Dezember 1985 erhielt die Gesellschaft je eine weitere Caravelle 10B und setzte diese 109-sitzigen Maschinen auf Charterflügen von Stockholm in den Mittelmeerraum ein. Mit der Finnair wurden zeitgleich Verträge über die Wartung der Flugzeuge abgeschlossen. Anfang 1986 ergänzten zwei Caravelle 10R aus den Beständen der Hispania die Flotte. Im Sommer 1986 konnte die Gesellschaft mit dem schwedischen Reiseanbieter Fritidsresor einen bedeutenden Kunden dazugewinnen und weiter expandieren. Mit der Auslieferung der ersten McDonnell Douglas MD-83 verfügte Transwede ab September 1986 über ein Flugzeug, das die erforderliche Reichweite für Direktflüge zu den wichtigen Winterzielen auf den Kanarischen Inseln besaß. Ab August 1988 kam mit der kürzeren MD-87 ein weiterer Typ aus der MD-80-Familie zum Einsatz. Transwede setzte die MD-87 unter anderem auf Langstreckenflüge von Stockholm nach Fort Lauderdale ein, wobei die Flugzeuge in Gander (teilweise auch in Keflavik) zwischenlandeten und betankt wurden. Miami und Barbados kamen als weitere transatlantische Ziele ab 1989 hinzu. Anfang 1989 wurden die beiden letzten Flugzeuge vom Typ Caravelle außer Dienst gestellt und durch zwei geleaste Boeing 737-200 ersetzt, die zuvor bei der norwegischen Fluggesellschaft Braathens im Einsatz standen. Die erste Maschine (SE-DKG) wurde im März 1989 übergeben. Dieses Flugzeug war zugleich die erste Boeing 737, die jemals eine schwedische Registrierung erhielt. Im gleichen Jahr beteiligte sich Transwede mehrheitlich an der neu gegründeten türkischen Sultan Air und verleaste ihre ausgemusterten Carvarelle an das Unternehmen. Die Auswirkungen des Zweiten Golfkriegs führten 1990 zu einer Rezession im Touristiksektor, wovon insbesondere der türkische Markt betroffen war. Die Transwede veräußerte daraufhin im Oktober 1990 ihre Anteile an der türkischen Gesellschaft. Zeitgleich verließ der Firmengründer Thomas Johansson das Unternehmen und wechselte in den Vorstand der Sultan Air.

### Aufnahme von Linienflügen

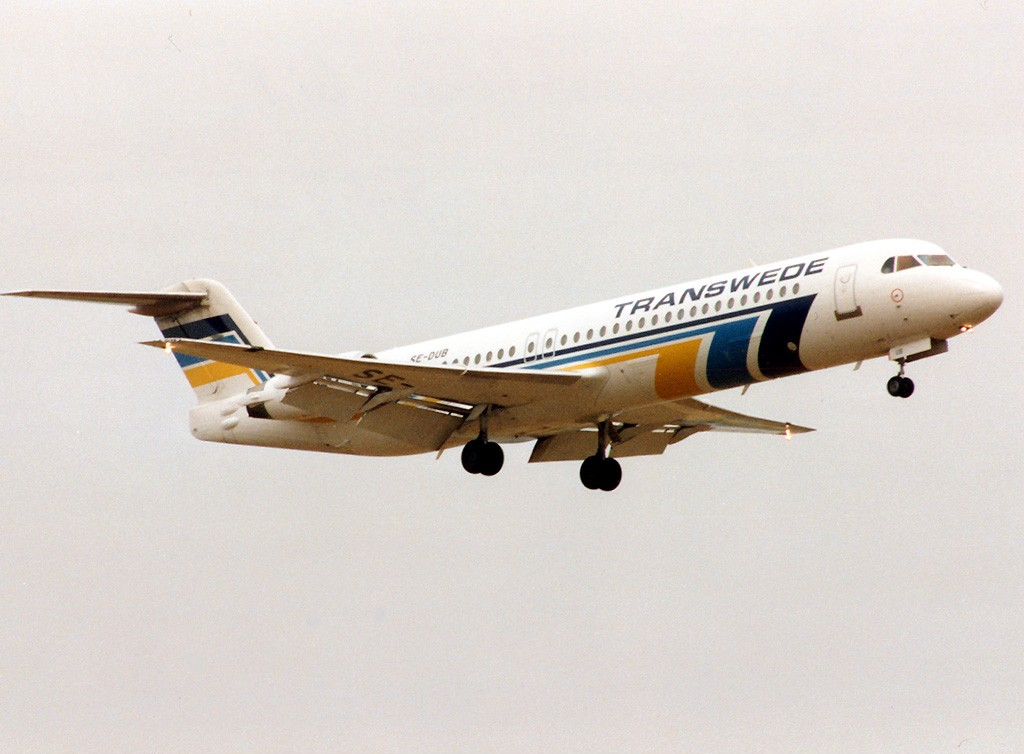
Eine Fokker F-100 der Transwede.

Bereits im Dezember 1988 hatte Transwede die Linienflugrechte für die Inlandstrecken von Göteborg nach Luleå und Sundsvall beantragt, diese aber nicht von der schwedischen Regierung erhalten. Nach der Liberalisierung des schwedischen Luftverkehrs führte die Gesellschaft am 14. März 1991 ihren ersten Linienflug auf der Strecke Stockholm-London-Gatwick durch. Ab dem 1. Juli 1992 flog Transwede auch Liniendienste innerhalb Schwedens, wodurch die Gesellschaft zu einem direkten Konkurrenten der Scandinavian Airlines und der Linjeflyg wurde. Anfänglich umfasste das nationale Liniennetz lediglich die Städte Göteborg, Luleå und  Umeå. Anfang 1993 kamen Halmstad und Malmö als weitere Ziele hinzu.
Die vorhandene Flugzeuge der MD-80-Baureihe erwiesen sich auf diesen Strecken als deutlich zu groß. Ihre geringe Auslastung machte einen kostendeckenden Flugbetrieb unmöglich und verursachte bis Ende 1992 Verluste in Höhe von 266 Millionen Kronen. Im Frühjahr wurden daraufhin kleinere Maschinen des Typs Fokker F-100 geordert, die ab August 1993 auf den nationalen Strecken zum Einsatz gelangten. Trotz der neuen Flugzeuge arbeitete die Fluggesellschaft weiterhin defizitär. Ende 1993 beliefen sich die Verluste auf 294 Millionen Kronen. Ein wesentlicher Grund lag in den stark gestiegenen Personalkosten. Bedingt durch die zahlreichen neue Strecken und den Flottenausbau hatte sich die Mitarbeiterzahl innerhalb eines Jahres um fast 40 Prozent auf rund 800 Beschäftigte erhöht. Wegen der fortlaufenden Verluste wurden Mitte 1995 rund 200 Mitarbeiter entlassen und drei Flugzeuge an den Leasinggeber retourniert. Die Rentabilität des Charterbereiches versuchte man durch den Einsatz größerer Maschinen des Typs Boeing 757 zu steigern, die ab Dezember 1995 die Flotte ergänzten und in der gewählten Konfiguration für 223 Passagiere ausgelegt waren.

### Umstrukturierung
Anfang 1996 wurde die Transwede reorganisiert und in zwei eigenständige Fluggesellschaften aufgegliedert. Der Charterflugbereich wurde zur Transwede Leisure AB, während die Linienflugsparte den Namen Transwede Airways AB erhielt. Der Eigentümer der beiden Unternehmen war die Stammgesellschaft Transpool.

#### Transwede Airways
Im September 1996 beteiligte sich die norwegische Fluggesellschaft Braathens mit 50 Prozent an der Linienflug-Tochter Transwede Airways, deren Flotte zu diesem Zeitpunkt aus fünf Fokker 100 bestand. Als Ergänzung wurden ab Mai 1997 geleaste Boeing 737-300 eingesetzt. Die Gesellschaft beförderte im ersten Jahr ihres Bestehens rund 700.000 Passagiere. Im März 1998 erwarb Braathens die restlichen Firmenanteile und wurde zum Alleineigentümer der Transwede Airways. Am 1. April 1998 erhielt das Unternehmen den neuen Namen Braathens Sverige AB. Im selben Jahr erwarb Braathens mit der Malmö Aviation eine weitere schwedische Fluggesellschaft. Die beiden Fluggesellschaften wurden am Jahresende 1998 zur Braathens Malmö Aviation zusammengeschlossen. Im Jahr 2000 erhielt die Fluggesellschaft wieder den Namen Malmö Aviation. Von 2004 bis März 2010 nutzte die Braathens-Gruppe den Namen Transwede Airways für eine Gesellschaft, die ihre Flugzeuge im sogenannten Wet-Lease für europäische Fluggesellschaften betrieb. Diese Flüge wurden unter dem Namen und der Flugnummer des jeweiligen Kunden durchgeführt.

#### Transwede Leisure
Die Transwede Leisure wurde 1996 von dem schwedischen Reiseveranstalter Fritidsresor übernommen, der die Gesellschaft am 28. Oktober 1996 in Blue Scandinavia umbenannte. Im Dezember 1997 wurde Fritidsresor mitsamt der Blue Scandinavia vom britischen Touristikkonzern Thomson Travel aufgekauft. Die Thomson Group besaß mit der Britannia Airways bereits eine renommierte Charterfluggesellschaft und integrierte die Blue Scandinavia unter der Bezeichnung Britannia Airways, AB in den Konzern. Aus der schwedischen Britannia Airways ging 2005 die TUIfly Nordic hervor.

## IATA- und ICAO-Codes
Eine Übersicht über die verwendeten IATA- und ICAO-Codes sowie Rufzeichen der verschiedenen Unternehmen bis 1998 (soweit bekannt):
| Zeitraum      | Unternehmen           | IATA-Code | ICAO-Code | Rufzeichen |
| ------------- | --------------------- | --------- | --------- | ---------- |
| vor 1980      | Aerocenter Trafikflyg | (ohne)    | (ohne)    | -          |
| 1980 bis 1982 | Aerocenter Trafikflyg | (ohne)    | GM        | -          |
| 1983 bis 1985 | Swedair i Vaxjö       | (ohne)    | GM        | Swedair    |
| 1985          | Transwede             | (ohne)    | GM        | Transwede  |
| 1986 bis 1989 | Transwede             | TQ        | GMP       | Transwede  |
| 1990 bis 1996 | Transwede             | TQ        | TWE       | Transwede  |
| 1996          | Transwede Airways     | TQ        | TQA       | Victory    |
| 1996          | Transwede Leisure     | (ohne)    | TWE       | Transwede  |
| 1996 bis 1998 | Blue Scandinavia      | 6B        | BLX       | Bluescan   |
| 1997 bis 1998 | Transwede Airways     | TQ        | TQA       | Swedair    |

## Flotte
- Boeing 737-200 und 737-300
- Boeing 757-200
- Fokker F-100
- McDonnell Douglas MD-83 und MD-87

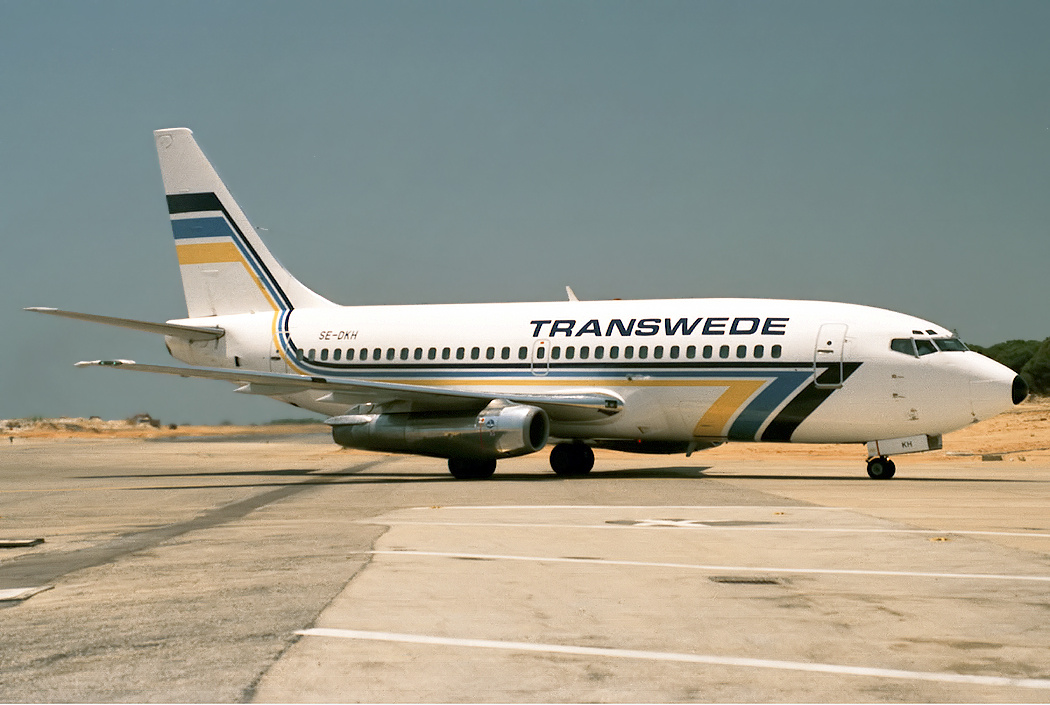
Eine Boeing 737-200 der Transwede.

- Lockheed L-1011 (nur Transwede Leisure)
- Sud Aviation Caravelle 10B und 10R

## Zwischenfall
Am 6. Januar 1987 verunglückte eine Sud Aviation Caravelle (SE-DEC) beim Start auf dem Flughafen Stockholm/Arlanda. Aufgrund von Eisbildung auf den Tragflächen prallte die Maschine unmittelbar nach dem Abheben auf die Startbahn zurück, wobei das Bugfahrwerk brach. Das Flugzeug wurde als Totalverlust abgeschrieben. Die 27 Insassen blieben unverletzt.